# Bronny James
LeBron Raymone James jr., detto Bronny (Akron, 6 ottobre 2004), è un cestista statunitense, professionista nella NBA con i L.A. Lakers e nella NBA G League con i South Bay Lakers.

## Inizi e carriera giovanile
James è nato il 6 ottobre 2004 ad Akron, Ohio, da un ventenne LeBron James, all'epoca appena eletto Rookie of the Year della NBA, e dalla sua ragazza Savannah Brinson. Cresciuto con i genitori, i due si sono successivamente sposati nel 2013. Da bambino, James praticava diversi sport tra cui basket e calcio, ma suo padre non gli permetteva di giocare a football o hockey su ghiaccio per motivi di sicurezza. All'età di 10 anni, i suoi momenti salienti delle partite di basket giovanile stavano attirando l'attenzione nazionale.
Durante la sua infanzia, James ha giocato per i Miami City Ballers con compagni di squadra come Jett Howard e i Gulf Coast Blue Chips con sede a Houston. Alle medie, gareggiò per i North Coast Blue Chips, squadra in cui giocava anche Mikey Williams. James ha anche giocato per la Old Trail School di Bath Township, Ohio, dove ha frequentato la scuola media, e ha portato la sua squadra alla vittoria del torneo della Independent School League.
Il 6 agosto 2018 si è iscritto alla Crossroads School, una scuola privata primaria e secondaria a Santa Monica, in California. Le regole dello stato della California gli hanno impedito di unirsi immediatamente alla squadra universitaria perché era in terza media. Il 3 dicembre 2018, nella sua prima partita per la scuola, James ha segnato 27 punti in una vittoria per 61–48 sulla Culver City Middle School. Nell'aprile 2019, ha fatto il suo debutto nella Nike Elite Youth Basketball League (EYBL) con Strive for Greatness.

## College

### Arresto cardiaco
Il 24 luglio 2023, intorno alle 9:26 PDT, Bronny è crollato sul pavimento del Galen Center durante una sessione di allenamento della USC. Successivamente è stato rivelato che aveva subito un arresto cardiaco causato da un difetto cardiaco congenito. James è stato dimesso dall'ospedale il 27 luglio. James è stato proiettato come una delle prime dieci scelte nel draft NBA 2024 e, secondo Jonathan Givony, era visto come la potenziale migliore promessa (most improved prospect) nel paese prima del suo arresto cardiaco.

### Campionato
A meno di cinque mesi dal suo arresto cardiaco, James ha fatto il suo debutto collegiale con i Trojans il 10 dicembre, terminando con quattro punti, tre rimbalzi, due assist, due palle recuperate e un blocco dalla panchina. Il 30 dicembre, James ha segnato un record in carriera di 15 punti su 6 su 11 dal campo e ha ottenuto tre assist nella sconfitta in trasferta contro l'Oregon State. Il 17 gennaio 2024, James ha giocato 30 minuti (record stagionale) e ha registrato 11 punti, cinque rimbalzi e sei assist in una sconfitta per 82-67 contro il numero 12 dell'Arizona. James è apparso nelle ultime 25 partite della USC, disputando sei partite da titolare e una media di 4,8 punti, 2,8 rimbalzi e 2,1 assist in 19,3 minuti.
James è stato nominato McDonald's All-American all'ultimo anno delle scuole superiori nel 2023.
Il 5 aprile 2024, Bronny James ha annunciato su Instagram che sarebbe entrato nel draft NBA 2024 pur mantenendo la sua idoneità al college e sarebbe entrato anche nel portale di trasferimento.
All'inizio di maggio 2024, è stato autorizzato dal punto di vista medico a poter beneficiare del draft NBA. Il 28 maggio 2024, è stato riferito che James ha ricevuto almeno 10 inviti ad allenarsi con squadre NBA, ma visiterà solo un "paio" di quelle squadre, tra cui Lakers e Suns.

## NBA

### Los Angeles Lakers (2024-)
Il 27 giugno 2024, in occasione del draft NBA 2024, viene selezionato alla 55ª scelta assoluta dai Los Angeles Lakers. Bronny e suo padre LeBron diventano così la prima coppia padre-figlio a giocare nella NBA nella stessa stagione.
Il 6 luglio fa il debutto nella NBA Summer League, mettendo a segno quattro punti, due assist, due rimbalzi e un recupero nella sconfitta contro i Sacramento Kings di 108-94.
Ha fatto il suo esordio in NBA il 22 ottobre 2024 entrando a 4 minuti dalla fine del secondo quarto nella partita vinta contro i Minnesota Timberwolves.

## Statistiche

### NCAA
| Anno      | Squadra     | PG | PT | MP   | TC%  | 3P%  | TL%  | RP  | AP  | PRP | SP  | PP  |
| --------- | ----------- | -- | -- | ---- | ---- | ---- | ---- | --- | --- | --- | --- | --- |
| 2023-2024 | USC Trojans | 25 | 6  | 19,3 | 36,6 | 26,7 | 67,6 | 2,8 | 2,1 | 0,8 | 0,2 | 4,8 |
| Carriera  | Carriera    | 25 | 6  | 19,3 | 36,6 | 26,7 | 67,6 | 2,8 | 2,1 | 0,8 | 0,2 | 4,8 |

### NBA

#### Regular Season
| Anno      | Squadra     | PG | PT | MP  | TC%  | 3P%  | TL%  | RP  | AP  | PRP | SP  | PP  |
| --------- | ----------- | -- | -- | --- | ---- | ---- | ---- | --- | --- | --- | --- | --- |
| 2024-2025 | L.A. Lakers | 27 | 1  | 6,7 | 31,3 | 28,1 | 78,6 | 0,7 | 0,8 | 0,3 | 0,1 | 2,3 |
| Carriera  | Carriera    | 27 | 1  | 6,7 | 31,3 | 28,1 | 78,6 | 0,7 | 0,8 | 0,3 | 0,1 | 2,3 |

#### Playoffs
| Anno     | Squadra     | PG | PT | MP  | TC% | 3P% | TL% | RP  | AP  | PRP | SP  | PP  |
| -------- | ----------- | -- | -- | --- | --- | --- | --- | --- | --- | --- | --- | --- |
| 2025     | L.A. Lakers | 2  | 0  | 2,0 | 0,0 | 0,0 | -   | 0,0 | 0,0 | 0,0 | 0,0 | 0,0 |
| Carriera | Carriera    | 2  | 0  | 2,0 | 0,0 | 0,0 | -   | 0,0 | 0,0 | 0,0 | 0,0 | 0,0 |

### G League
| Anno      | Squadra          | PG | PT | MP   | TC%  | 3P%  | TL%  | RP  | AP  | PRP | SP  | PP   |
| --------- | ---------------- | -- | -- | ---- | ---- | ---- | ---- | --- | --- | --- | --- | ---- |
| 2024-2025 | South Bay Lakers | 18 | 18 | 31,4 | 41,5 | 33,6 | 76,9 | 4,5 | 4,8 | 1,6 | 0,4 | 18,6 |
| Carriera  | Carriera         | 18 | 18 | 31,4 | 41,5 | 33,6 | 76,9 | 4,5 | 4,8 | 1,6 | 0,4 | 18,6 |